# Iouri Guerman
Pour l’article homonyme, voir German.
Iouri Pavlovitch Guerman (en russe : Ю́рий (Георгий) Па́влович Ге́рман), né le 4 avril 1910 à Riga et décédé le 16 janvier 1967 à Léningrad, est un écrivain et scénariste russe. Lauréat du prix Staline en 1948, membre du PCUS en 1958.
Il est le père du cinéaste Alekseï Guerman.

## Biographie
Youri Guerman naît à Riga dans le Gouvernement de Livonie alors sous Empire russe. Son père Pavel Guerman est un officier de l'armée impériale, la mère - née Nadezhda Konstantinovna Ignatieva - professeur de russe.
Youri tout comme son père participe aux opérations militaires de la Guerre civile russe dans le corps de l'artillerie. Démobilisé, il termine ses études secondaires à Koursk et, à partir de 1929, suit une formation professionnelle à l'école d'art dramatique de Léningrad. Toutefois, il abandonne les études et devient ouvrier métallurgiste consacrant le reste de son temps à l'écriture. Plus tard, il travaille dans le service de communication de l'usine de fabrication du carton. Ses écrits sont publiés dès 1928, mais la première œuvre importante qui reçoit les critiques encourageantes de Maxime Gorki, et cela malgré un accueil plutôt réservé de la Literatournaïa gazeta, est son roman L'Introduction («Вступление») paru en 1931.
Lors de la Seconde Guerre mondiale, Guerman est attaché au service de la propagande de la Flotte du Nord et comme correspondant de guerre collabore avec le Sovinformburo et TASS. Jusqu'à la fin de la guerre il vit dans le nord notamment à Poliarny, ville fermée de l'oblast de Mourmansk, descendant jusqu'à Arkhangelsk, Kandalakcha, Mourmansk. Il sera décoré de l'ordre de l'Étoile rouge. De cette période datent plusieurs nouvelles (Be happy, Attestation, Mer glacée, Loin dans le Nord) et pièces de théâtre (Pour ceux qui sont en route, Mer blanche).
Il coécrit son premier scénario avec Sergueï Guerassimov en 1936, pour les Sept braves. Trois ans plus tard, sort le film Docteur Kaliouzhny dont le rôle principal est spécialement écrit pour Erast Garine. Son scénario du film biographique Pirogov réalisé par Grigori Kozintsev en 1948 sera récompensé par le prix Staline.
En 1952, parait son roman Russie jeune («Россия молодая») qui dépeint la vie à Arkhangelsk et ses alentours à l'époque de Pierre le Grand. Le roman est adapté pour une série télévisée en 1981-1982. Plusieurs autres œuvres de Guerman sont portées à l'écran dont deux par son fils Alexeï.
L'écrivain meurt à Léningrad et sera enterré au cimetière Bogoslovskoïe.

## Romans
- L'Introduction, 1931.
- Le pauvre Heinrich. 1934.
- Nos connus, 1936.
- Le sous-colonel de médecine, 1949.
- Russie jeune, 1952.
- La Cause que tu sers, 1958.
- Une année, 1960.
- Mon cher homme,1962.
- Je réponds pour tous, 1965.

### Adaptations
- 1947 : Pirogov (Пирогов) de Grigori Kozintsev
- 1971 : La Vérification (Проверка на дорогах, Proverka na dorogakh) d'Alexeï Guerman
- 1983 : Les Torpilleurs (Торпедоносцы) de Semion Aranovitch d'après la nouvelle Bonjour, Maria Nikolaïevna
- 1984 : Mon ami Ivan Lapchine (Мой друг Иван Лапшин, Moï droug Ivan Lapchine) d'Alexeï Guerman d'après la nouvelle Lapchine

## Décorations et récompenses
- Ordre du Drapeau rouge du Travail (1939)
- ordre de l'Étoile rouge (1944)
- Prix Staline (1948)